# Mågevadefugle-ordenen
Mågevadefugle (latin: Charadriiformes) er en orden af fugle, der oftest findes nær vandet og lever af bløddyr eller andre smådyr. Ordnen omfatter globalt omkring 19 familier.
Herunder er vist en liste over de familier, der er repræsenteret i Danmark, inddelt i underordner. I parentes er i hver familie vist et eksempel på en art.
- Underorden Chionidi
  - Trieler Burhinidae (triel)
- Underorden Charadrii
  - Klyder Recurvirostridae (klyde)
  - Strandskader Haematopodidae (strandskade)
  - Brokfugle Charadriidae (vibe)
- Underorden Limicoli
  - Sneppefugle Scolopacidae (rødben)
- Underorden Turnici
  - Løbehøns Turnicidae (løbehøne)
- Underorden Lari
  - Braksvaler Glareolidae (ørkenløber)
  - Kjover Stercorariidae (storkjove)
  - Alkefugle Alcidae (lomvie)
  - Mågefugle Laridae (havterne)

De tre underordner Charadrii, Chionidi og Limicoli kaldes samlet for vadefugle. Underordnen Limicoli kaldes også for Scolopaci.